# Chlosyne damaetas
Chlosyne damaetas är en fjärilsart som beskrevs av Henry Skinner 1902. Chlosyne damaetas ingår i släktet Chlosyne och familjen praktfjärilar. Inga underarter finns listade i Catalogue of Life.